# Thomas Howard, 4. Duke of Norfolk

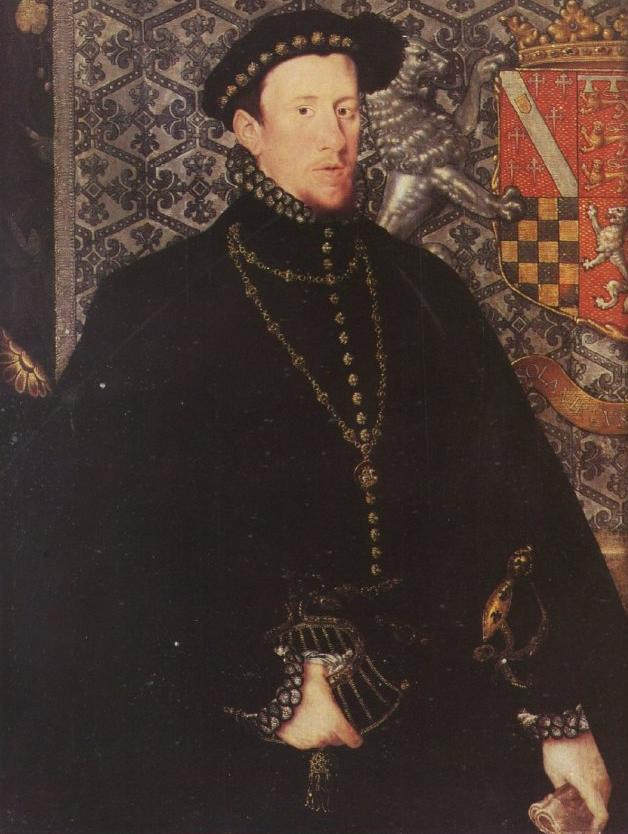
Thomas Howard, 4. Duke of Norfolk, Hans Eworth, 1563

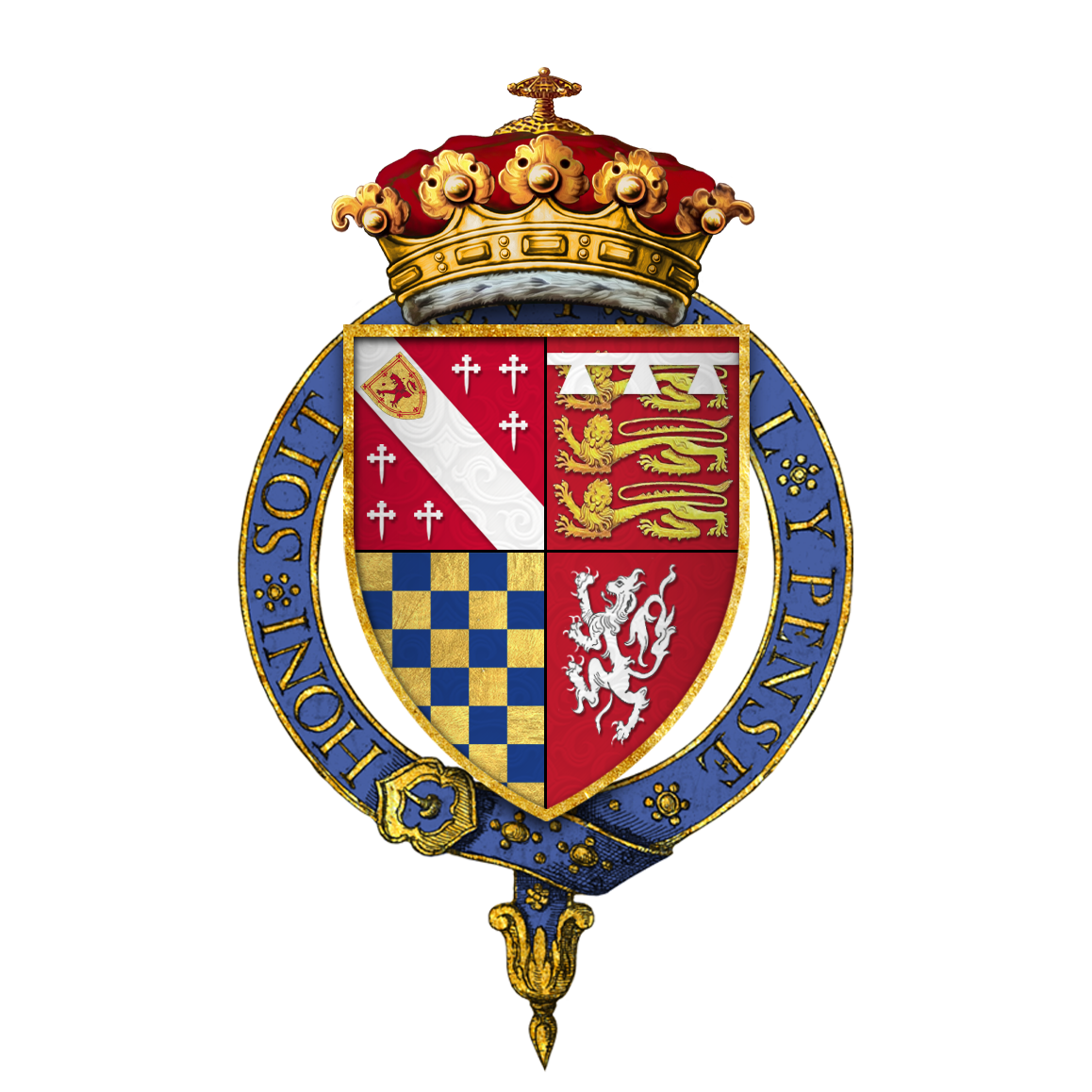
Wappen des Thomas Howard, 4. Duke of Norfolk

Thomas Howard, 4. Duke of Norfolk (* 10. März 1538 in Kenninghall, Norfolk; † 2. Juni 1572 in London) war ein englischer Peer und Höfling.
Dank seiner Abstammung genoss er hohes Ansehen, hatte aber nur begrenzten Einfluss auf die Politik Königin Elisabeths I. Diesen Zustand hielt er für unangebracht, da er der einzige Duke und der höchstrangige Peer Englands war.

## Leben
Howard war der älteste Sohn des Henry Howard, Earl of Surrey, aus dessen Ehe mit Lady Frances de Vere, Tochter des 15. Earl of Oxford. Sein Vater war der Sohn und Erbe des Thomas Howard, 3. Duke of Norfolk. Seit sein Vater 1547 hingerichtet worden war, führte er als Heir apparent eines Großvaters den Höflichkeitstitel Earl of Surrey.
Nach der Machtübernahme durch die Königin Maria Tudor wurden am 2. September 1553 zu seinen Gunsten die Titel als 14. Baron Segrave und 13. Baron Mowbray wiederhergestellt, die 1485 seinem Ururgroßvater John Howard, 1. Duke of Norfolk, aberkannt worden waren. Anlässlich der feierlichen Krönung von Königin Marias wurde Howard am 28. September 1553 zum Knight of the Bath geschlagen. Ab Juli 1554 hatte er kurzzeitig das Hofamt des ersten Kammerherrn für König Philipp II. von Spanien, den Gatten Königin Marias, inne. Er legte dieses Amt nieder, als er im August 1554 beim Tod seines Großvaters dessen Adelstitel als 4. Duke of Norfolk und 3. Earl of Surrey, sowie das Staatsamt des Earl Marshal erbte. 1558 wurde Howard zum Lord Lieutenant von Norfolk und Suffolk ernannt.
Mit dem Tod der Königin Maria, 1558, die keinen Erben hinterließ, kehrte England wieder zum Protestantismus zurück. Thomas Howard bekannte sich zur Anglikanischen Kirche. Er heiratete jedoch mehrere streng katholische Frauen und ließ seine Kinder katholisch erziehen. Sein Sohn Philip Howard, 20. Earl of Arundel, wurde später sogar als Märtyrer anerkannt und ist ein Heiliger der katholischen Kirche.
Königin Elisabeth I. nahm ihn am 24. April 1559 als Knight Companion in den Hosenbandorden und 1562 in den Kronrat auf. 1561 wurde er an der Gray’s Inn als Rechtsanwalt zugelassen und erhielt 1564 an der Universität Cambridge und 1568 an der Universität Oxford je einen Masterabschluss. Gemeinsam mit Robert Dudley, 1. Earl of Leicester, wurde er 1566 als Ritter in den französischen Michaelsorden aufgenommen.
Nachdem er drei Ehefrauen überlebt hatte, verfiel er auf den Plan, Maria Stuart, die in England gefangen gehalten wurde, zu heiraten und mit ihr zu für England sehr günstigen Bedingungen auf den schottischen Thron zurückzukehren. Dieser Plan ging von schottischen Politikern aus und wurde vom 1. Earl of Leicester, und weiteren Adligen unterstützt. Elisabeth I. traute der Sache jedoch nicht, zumal Howard sich ihr gegenüber sehr ungeschickt verhielt.
Anstatt jedoch seine Heiratspläne aufzugeben, ließ er sich von Maria Stuart überreden, hinter dem Rücken der englischen Regierung in seinen Plänen fortzufahren. Hierdurch kam es 1569 mit dem Einverständnis des Papstes Pius V. sowie des spanischen Königs Philipp II. zu einem Aufstand Adeliger aus dem Norden Englands, um Elisabeth zu stürzen und sie durch die abgesetzte katholische Königin von Schottland, Maria Stuart, zu ersetzen. Diese besaß als Cousine Elisabeth I. ein Anrecht auf den englischen Thron und wurde deshalb von einigen Katholiken als rechtmäßige Königin angesehen.
Nachdem dieser Aufstand erfolglos war, wurde der Duke im Tower of London gefangengesetzt. Mit Mühe konnte er die Königin von seiner Unschuld überzeugen und wurde unter Hausarrest gestellt. Doch etwa ein Jahr später wurde Thomas Howard in die Ridolfi-Verschwörung verwickelt, die in seinem Londoner Stadtpalast ausgeheckt worden war, wovon Howard nichts mitbekommen haben wollte. Diesmal schenkte Elisabeth ihm keinen Glauben mehr. Er wurde wieder in den Tower gebracht, des Hochverrats angeklagt, am 16. Januar 1572 wegen Hochverrats geächtet und am 2. Juni 1572 hingerichtet.

## Ehen und Nachkommen
In erster Ehe heiratete er spätestens im November 1556 Lady Mary FitzAlan (1540–1557), Erbtochter des Henry FitzAlan, 19. Earl of Arundel (Haus FitzAlan). Sie gebar ihm einen Sohn, Philip Howard, 20. Earl of Arundel (1557–1595), starb aber bei dessen Geburt.
Daraufhin heiratete der Duke 1557 Hon. Margaret Audley (1540–1564), Witwe des Lord Henry Dudley (Sohn des John Dudley, 1. Duke of Northumberland) und Erbtochter des Thomas Audley, 1. Baron Audley of Walden. Aus dieser Verbindung stammen zwei weitere Söhne, Thomas Howard, 1. Earl of Suffolk (1561–1626), und Lord William Howard (1563–1640), sowie zwei Töchter, darunter Lady Margaret Howard († 1591), die 1580 Robert Sackville, 2. Earl of Dorset, heiratete. Auch Margaret Audley starb schließlich im Kindbett.
Eine dritte Ehe ging Howard 1566 mit Elisabeth Leyburne († 1567), Witwe des Thomas Dacre, 4. Baron Dacre, und Tochter des Sir James Leyburne, Gutsherr von Cunswick in Westmorland, ein. Sie brachte einen Sohn sowie drei Töchter mit in die Ehe, die Howard mit seinen eigenen Söhnen Philipp, Thomas und William vermählte. Auch sie starb nach der Geburt des ersten gemeinsamen Kindes nach einem Jahr Ehe, was Howard in Depressionen stürzte.